# 小笠原孤酒
小笠原 孤酒（おがさわら こしゅ、本名:小笠原 広治（おがさわら ひろじ）、1926年 - 1989年8月28日 ）は、時事新報の新聞記者、日本のジャーナリスト、小説家。青森県十和田湖町出身。
明治35年（1902年）に発生した八甲田雪中行軍遭難事件の研究者として知られる。新田次郎が小説『八甲田山死の彷徨』を書いた際は、孤酒から資料提供や現地案内など多くの助力を得たという。

## 作品一覧
- 『青森歩兵第五連隊雪中遭難事件の追憶』十和田アドバー社
- 『八甲田連峰吹雪の惨劇』（第1部・第2部） 1970年、1974年
- 『臨済宗妙心寺派実道山浄円寺とその時代的背景』1976年
- 『青森歩兵第五連隊第二大隊北八甲田連峰雪中縦走計画の目的　計画立案編』 1978年
- 『八甲田連峰雪中行軍記録写真特集 行動準備編』 1980年
- 『天国の忘れ得ぬ君へ届けわが追憶の手紙』 1982年
- 『十和田国立公園の実現に奔走した人々 その周辺に足跡を追う』我楽多文庫、1986年
- 『吹雪の惨劇記録写真集 遭難編』 1986年